# Stejneger-Schnabelwal
Der Stejneger-Schnabelwal (Mesoplodon stejnegeri) ist eine Walart aus der Gattung der Zweizahnwale (Mesoplodon), die zur Familie der Schnabelwale (Ziphiidae) gehört. Die Art wurde nach dem norwegischen Zoologen Leonhard Stejneger benannt.
Stejneger-Schnabelwale bewohnen den nördlichen Pazifik, vom Beringmeer im Norden bis zur Höhe von Japan und Kalifornien im Süden. Vor allem in der Region um die Aleuten sind sie häufig, von dort gibt es auch Berichte über Sichtungen.

## Merkmale

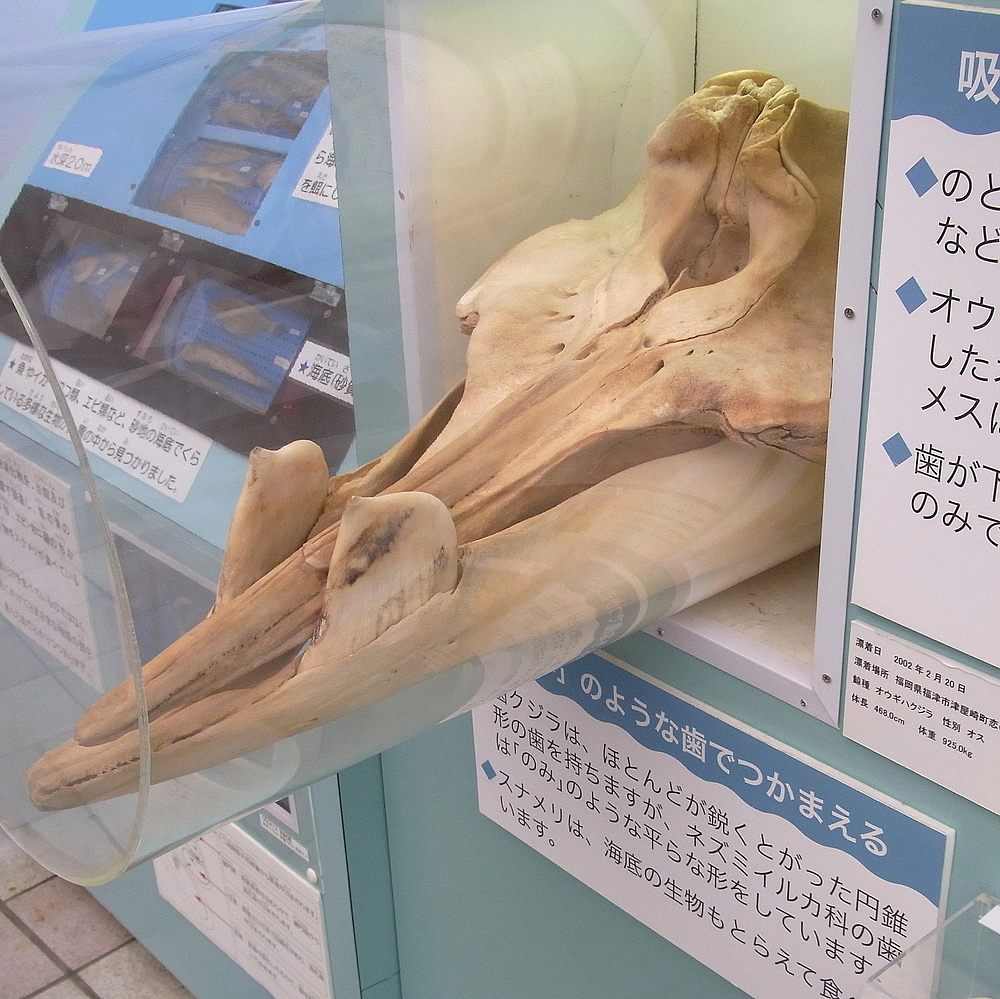
Schädel, gut sichtbar der große Zahn im Unterkiefer.

Diese Wale erreichen eine Länge von 5,2 Metern. Ihr Körper ist torpedoförmig, der Kopf schmal, die Schnauze kurz. Der Unterkiefer besitzt eine mittige Aufwölbung, auf deren Hochpunkt je ein großer, dreieckiger und auch bei geschlossenem Maul sichtbarer Zahn sitzt. Stejneger-Schnabelwale sind an der Oberseite dunkelgrau gefärbt, die Unterseite sowie der Schnabel und der Nacken sind heller. Sie haben auffallend kleine Flipper und Finnen, dafür ist die Fluke breit und wie bei den meisten Schnabelwalen nicht eingekerbt. Es besteht kein Geschlechtsdimorphismus. Bei den Männchen ist die Haut nur stärker vernarbt.
Der Lebensraum der Stejneger-Schnabelwale sind kühle Gewässern abseits der Küsten. Sie leben in kleinen Schulen von zwei bis sechs, manchmal bis zu fünfzehn Tieren. Die Tiere in Schulen schwimmen so eng beieinander, dass sie sich berühren, und tauchen auch gemeinsam. Die Nahrung dieser Wale besteht hauptsächlich aus Tintenfischen und Fischen, beispielsweise Lachsen.
In Japan wird eine geringe Anzahl dieser Wale gefangen, größer dürfte für diese Tiere die Gefahr sein, sich in Fischernetzen zu verfangen. So geraten sie wegen ihrer Vorliebe für Lachs immer wieder in Lachsnetze. Für Schätzungen der Population oder des Gefährdungsgrades gibt es aber zu wenige Daten.